# Tears to Tiara
Tears to Tiara (ティアーズ・トゥ・ティアラ?, Tiāzu tu Tiara) è un videogioco del 2005, capostipite dell'omonima serie. Sviluppato dalla Leaf per PC come titolo eroge, nel 2008 ne è uscito un remake per PlayStation 3 e PlayStation Portable intitolato Tears to Tiara: Kakan no Daichi (ティアーズ・トゥ・ティアラ -花冠の大地-?), adatto anche ai minori dai 12 anni in su. Ne è stata tratta una serie anime del 2009 in 26 episodi, con gli stessi doppiatori dell'edizione PlayStation. Sempre nel 2009 è uscito uno spin-off, Tears to Tiara Gaiden: Avalon no Nazo (ティアーズ・トゥ・ティアラ外伝 -アヴァロンの謎-?), per PlayStation 3 e PlayStation Portable.
Il gioco ha avuto un sequel del 2013 per PlayStation 3, Tears to Tiara II: Heir of the Overlord, pubblicato anche in Occidente.